# 三官寺祠庙群
三官寺祠庙群，位于中国广东省揭阳市揭西县风江镇鸿江乡，为揭西县的一个县级文物保护单位，类型为古建筑，公布时间为2005年。
三官寺祠庙群的历史年代为清乾隆十一年（1746年）。